# Hemidactylus isolepis
Espèce
Hemidactylus isolepis est une espèce de geckos de la famille des Gekkonidae.

## Répartition
Cette espèce se rencontre en Somalie, en Éthiopie et au Kenya.
Sa présence est incertaine au Soudan.

## Publication originale
- Boulenger, 1895 : An account of the reptiles and batrachians collected by Dr. A. Donaldson Smith in western Somaliland and the Galla Country. Proceedings of the Zoological Society of London, vol. 1895, p. 530-540 (texte intégral).